# Kuhfelde
Kuhfelde es un municipio situado en el distrito de Altmark-Salzwedel, en el estado federado de Sajonia-Anhalt (Alemania), a una altitud de 22 metros. Su población a finales de 2015 era de unos 1140 habitantes y su densidad poblacional, 25 hab/km².
Se encuentra a poca distancia de la frontera con el estado de Baja Sajonia.